# Norm Macdonald

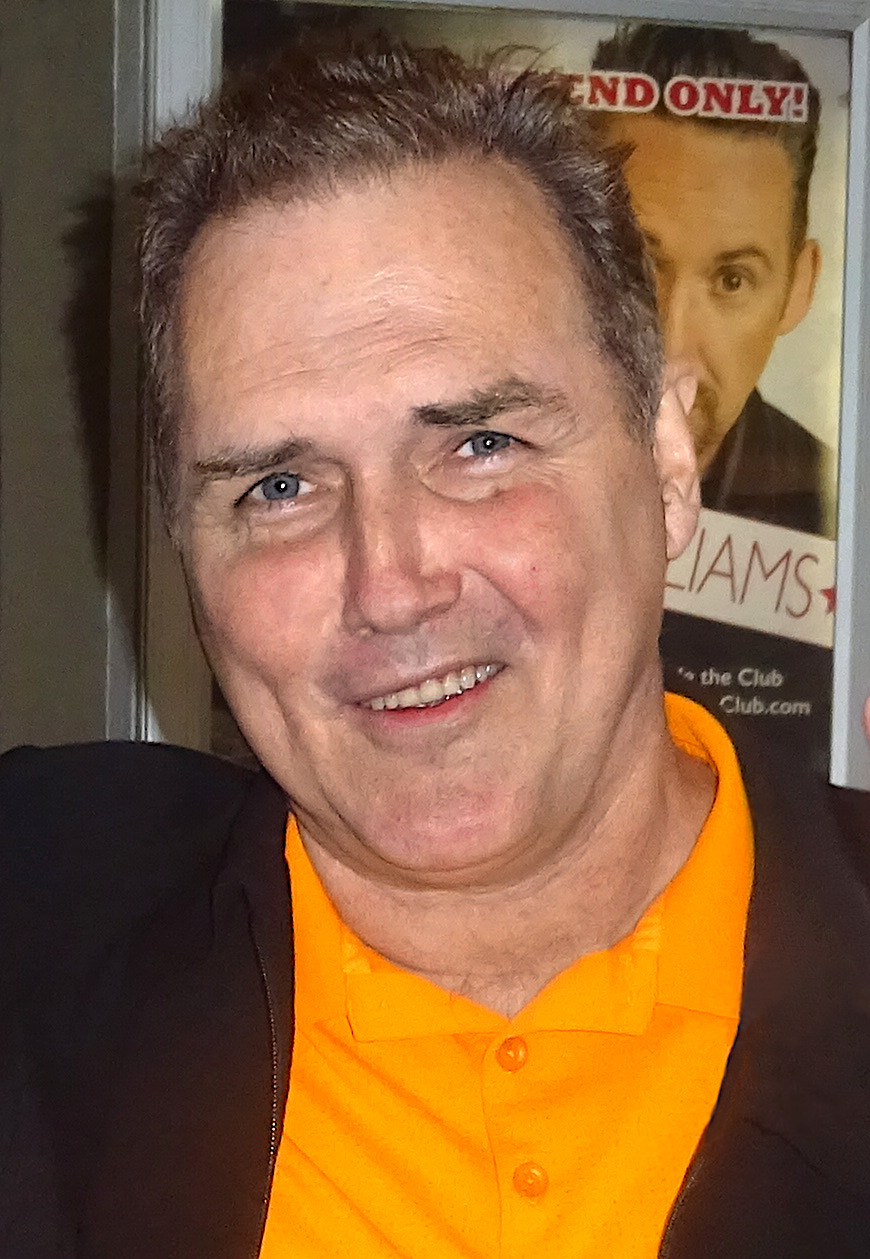
Norm Macdonald (2016)

Norman Gene „Norm“ Macdonald (* 17. Oktober 1959 in Québec; † 14. September 2021 in Los Angeles) war ein kanadischer Stand-up-Comedian, Drehbuchautor und Schauspieler, der für seinen trockenen Stil und seine poetischen, manchmal altmodischen Formulierungen bekannt war. Im Laufe seiner Karriere trat er in zahlreichen Filmen auf und war ein regelmäßiger Favorit der Talkshow-Moderatoren, für viele war er der ultimative Late-Night-Comedy-Gast.
Zu Beginn seiner Karriere umfasste Macdonalds erste Fernseharbeit das Schreiben für Komödien wie Roseanne und The Dennis Miller Show. Im Jahr 1993 wurde Macdonald als Autor und Darsteller bei Saturday Night Live (SNL) engagiert und wirkte insgesamt fünf Staffeln lang mit; er moderierte unter anderem dreieinhalb Staffeln lang das beliebte Weekend Update-Segment der Show. Nachdem er von SNL gefeuert worden war, schrieb er den Film Dirty Work (1998) und spielte darin die Hauptrolle. Von 1999 bis 2001 hatte er seine eigene Sitcom The Norm Show. Macdonald war auch als Synchronsprecher tätig und wurde vor allem durch seine Rollen in den Serien Mike Tyson Mysteries, The Orville und den Dr. Dolittle-Filmen bekannt.
Im Jahr 2021 starb Macdonald an den Folgen einer Leukämieerkrankung, die 2012 diagnostiziert worden war und die er nie öffentlich gemacht hatte.

## Frühe Lebensjahre
Macdonald wurde am 17. Oktober 1959 als Norman Gene Macdonald geboren und wuchs in Quebec City auf. Seine Eltern, Ferne (geb. Mains) und Percy Lloyd Macdonald (1916–1990), waren beide Lehrer. Sie arbeiteten auf der CFB Valcartier, einer Militärbasis nördlich von Quebec City. Macdonalds Vater starb 1990 an einer Herzerkrankung.
Er hat einen älteren Bruder Neil Macdonald, der Journalist bei CBC News ist (und mit Joyce Napier, einer Journalistin bei CTV News, verheiratet ist), und einen jüngeren Bruder namens Leslie. Er besuchte die Quebec High School und später die Gloucester High School in Ottawa, wo er zwei Jahre früher seinen Abschluss machte. Er studierte Philosophie an der Carleton University in Ottawa, bevor er sein Studium abbrach.

## Karriere
Macdonald verließ die High School im Alter von 15 Jahren und arbeitete zuerst als Stand-Up-Comedian. Auf der Comedy-Central-Liste Die 100 besten Stand-up-Comedians aller Zeiten belegte er Platz 83. Er schrieb Drehbücher einiger Folgen der Fernsehserien Roseanne, The Dennis Miller Show und Free to Laugh: A Comedy and Music Special for Amnesty International aus dem Jahr 1992. Seine erste Filmrolle spielte er in der Komödie Billy Madison – Ein Chaot zum Verlieben aus dem Jahr 1995. In der Komödie Dirty Work (1998) übernahm er eine der Hauptrollen, außerdem schrieb er das Drehbuch mit. In der Fernsehserie A Minute with Stan Hooper spielte er in den Jahren 2003 und 2004 die Titelrolle von Stan Hooper, außerdem produzierte er die Serie mit.

### Saturday Night Live
Macdonald wurde 1993 Teil der Besetzung der NBC-Fernsehsendung Saturday Night Live (SNL), wo er unter anderem Larry King, Burt Reynolds, David Letterman, Quentin Tarantino, Charles Kuralt und Bob Dole imitierte. Im folgenden Jahr, während der zwanzigsten Staffel der Sendung, moderierte Macdonald das Segment Weekend Update, eine parodistische Nachrichtenrubrik.
Seine Version von Weekend Update enthielt oft Anspielungen auf Gefängnisvergewaltigungen, Crackhuren und die Liebe der Deutschen zu Baywatch-Star David Hasselhoff. Gelegentlich verkündete er eine Neuigkeit, nahm dann sein persönliches Tonbandgerät heraus und hinterließ eine „Notiz an sich selbst“, die sich auf das gerade Besprochene bezog. Häufig nutzte er Frank Stallone als eine aus dem Zusammenhang gerissense Pointe.
Nachdem bekannt worden war, dass Michael Jackson und Lisa Marie Presley sich scheiden lassen wollten, scherzte Macdonald in Weekend Update über ihre unüberbrückbaren Differenzen. „Nach Aussage von Freunden haben die beiden nie gut zusammengepasst. Sie ist eher ein Stubenhocker und er ist eher ein homosexueller Pädophiler.“ Einige Folgen später folgte ein Bericht über den Zusammenbruch des Sängers und seinen Krankenhausaufenthalt. In Bezug auf einen Bericht, in dem berichtet wurde, dass Jackson sein Krankenzimmer mit riesigen Fotos von Shirley Temple dekoriert hatte, erklärte Macdonald: „Falls die Zuschauer verwirrt sind, möchten wir sie daran erinnern, dass Michael Jackson in Wirklichkeit ein homosexueller Pädophiler ist.“
Anfang 1998 ließ Don Ohlmeyer, Präsident der Westküstenabteilung der NBC, Macdonald als Moderator von Weekend Update abberufen und begründete dies mit dem Rückgang der Einschaltquoten und der nachlassenden Qualität der Sendung. Ab der Folge vom 10. Januar 1998 wurde er durch Colin Quinn ersetzt, der das Weekend Update moderierte.
Macdonald glaubte damals, dass der wahre Grund für seine Entlassung darin lag, dass er während und nach dem Prozess eine Reihe von Witzen über O. J. Simpson machte und ihn häufig als Mörder bezeichnete; Ohlmeyer war ein guter Freund von Simpson und unterstützte ihn während des Verfahrens. Nach seiner Entlassung trat Macdonald in der Late Show with David Letterman von CBS und in der Radiosendung von Howard Stern auf; er beschuldigte Ohlmeyer, ihn wegen seiner Witze über Simpson gefeuert zu haben. Die Witze wurden hauptsächlich von Macdonald und dem langjährigen SNL-Autor Jim Downey geschrieben, der zur gleichen Zeit von SNL entlassen wurde. Downey wies in einem Interview darauf hin, dass Ohlmeyer eine Party für die Geschworenen gab, die Simpson freigesprochen hatten.
Ohlmeyer behauptete, Macdonald habe sich geirrt und wies darauf hin, dass er die zahlreichen Witze von Jay Leno über Simpson in The Tonight Show nicht zensiert habe. Ohlmeyer erklärte, er sei besorgt darüber, dass die Einschaltquotenforschung gezeigt habe, dass sich die Zuschauer während Macdonalds Beitrag von der Sendung abwendeten; ebenso erzählten Insider des Senders der New York Daily News, dass Ohlmeyer und andere Führungskräfte mehrmals versucht hätten, Macdonald dazu zu bewegen, einen anderen Ansatz für Update zu wählen.
Macdonald blieb bei SNL als Darsteller, mochte es aber nicht, in regelmäßigen Sketchen aufzutreten. Am 28. Februar 1998, in einem seiner letzten Auftritte bei SNL, spielte er den Moderator einer fiktiven Fernsehserie mit dem Titel Who's More Grizzled? und stellte Fragen von „Mountain Men“, gespielt vom Gastgeber des Abends Garth Brooks und Stargast Robert Duvall. In dem Sketch sagt Brooks’ Figur zu Macdonalds Figur: „Ich mag dich nicht besonders“, worauf Macdonald antwortet: „Viele Leute mögen mich nicht“. Kurz darauf wurde er entlassen.
Die Angelegenheit spitzte sich zu, als Ohlmeyer NBC daran hinderte, Werbung von Metro-Goldwyn-Mayer für Macdonalds damals neuen Film Dirty Work auszustrahlen, weil er SNL und NBC bei Letterman und Stern verunglimpft sah. Robert Wright, Ohlmeyers Chef, hob später die Entscheidung auf, keine Werbung für den Film auf NBC zu zeigen, ließ aber das Verbot, den Film während SNL zu spielen, aufrecht. Macdonald beharrte darauf, dass er Ohlmeyer nicht persönlich ablehne, sondern dass Ohlmeyer ihn hasse.
Macdonald beschwerte sich bei der New York Daily News über die Entfernung der Werbung für seinen Film durch NBC und nannte Ohlmeyer einen „Lügner und Schläger“. Er sagte, er habe SNL oder Michaels nie schlecht gemacht, die ihn immer unterstützt hätten. Macdonald wies darauf hin, dass er sich nur mit Ohlmeyer angelegt habe, während die Leute, die auf NBC und SNL schossen, Letterman waren, der wollte, dass Macdonald zu CBS kommt, und Stern, der ihn für seine Show gegenüber SNL gewinnen wollte. Macdonald behauptete auch, dass Ohlmeyers Einfluss dazu geführt habe, dass seine Werbeauftritte für seinen Film in der WNBC-Sendung Today in New York, in der NBC-Sendung Late Night with Conan O'Brien und in der Fernsehsendung Access Hollywood (einem Gemeinschaftsunternehmen von 20th Century Television und NBC) abgesagt wurden. Die von Macdonald genannten Sendungen bestritten, von Ohlmeyer beeinflusst worden zu sein. Macdonald sagte, Ohlmeyer sei „ungefähr tausendmal mächtiger als ich. Es ist schwierig für jeden, sich auf meine Seite zu stellen. Dieser Kerl sollte ein Leben bekommen, Mann.“
Die Medien fanden die Situation ironisch, da Dirty Work als „Rachekomödie“ beworben wurde. Als ein Interviewer darauf hinwies, sagte Macdonald: „Es wäre eine gute Rache, wenn jeder diesen Film sehen würde, um sich an Don Ohlmeyer zu rächen, weil er versucht hat, meine Werbung zu verbieten.“ In einem Interview in der Late Show with David Letterman erklärte Macdonald, dass er nach seiner Entlassung als Moderator von Weekend Update und seinem Ausstieg bei SNL „nichts anderes mehr bei einer konkurrierenden Show machen“ könne.
In späteren Jahren kam er zu dem Schluss, dass Ohlmeyer ihn nicht wegen seines Simpson-Materials aus Update entfernt hatte, sondern weil er als aufmüpfig galt: „Ich glaube, die ganze Show hatte es satt, dass ich mich nicht an die Marschbefehle hielt. Lorne würde Dinge andeuten... Ich würde Michael-Jackson-Witze machen. Und Lorne würde sagen: ‚Willst du wirklich eine Klage von Michael Jackson?‘ Und ich sagte: ‚Cool! Das wäre verdammt cool, Michael Jackson verklagt mich!‘“ An anderer Stelle räumte Macdonald ein: „Bei aller Fairness ihm gegenüber, mein Update war keine publikumswirksame, warme Sache. Ich habe Witze gemacht, von denen ich wusste, dass sie nicht auf große Resonanz stoßen würden. Ich habe also [Ohlmeyers] Standpunkt verstanden. Warum sollte man einen Kerl wollen, der nicht versucht, dem Publikum zu gefallen?“
Macdonald kehrte zu Saturday Night Live zurück und moderierte die Show am 23. Oktober 1999. In seinem Eröffnungsmonolog drückte er seinen Unmut darüber aus, dass er von Weekend Update gefeuert wurde, und schlussfolgerte dann, dass der einzige Grund, warum er gebeten wurde, die Sendung zu moderieren, der war, dass „die Sendung wirklich schlecht geworden ist“, seit er sie verlassen hat, womit er eine immer wiederkehrende Kritik an der Sendung aufgriff.

### Nach Saturday Night Live
Kurz nach seinem Ausstieg bei Saturday Night Live war Macdonald Co-Autor und Hauptdarsteller in der „Rachekomödie“ Dirty Work (1998), bei der Bob Saget Regie führte, Artie Lange in der Hauptrolle spielte und Chris Farley in seinem letzten Film zu sehen war; der Film wurde seinem Andenken gewidmet. Später im selben Jahr übernahm Macdonald die Rolle des Lucky in der Eddie-Murphy-Verfilmung von Dr. Dolittle. Er spielte die Rolle erneut in Dr. Dolittle 2 (2001) und Dr. Dolittle 3 (2006).
1999 spielte Macdonald die Hauptrolle in The Norm Show (später in Norm umbenannt), in der Laurie Metcalf, Artie Lange und Ian Gomez mitspielten. Die Serie lief drei Staffeln lang auf ABC. Anfang 1999 hatte er einen Cameo-Auftritt in dem biografischen Andy-Kaufman-Drama Der Mondmann unter der Regie von Miloš Forman. Als Michael Richards sich weigerte, sich selbst in der Szene darzustellen, in der der berühmte Fridays-Zwischenfall nachgestellt wurde, bei dem Kaufman ihm Wasser ins Gesicht schüttete, sprang Macdonald ein, um Richards zu spielen, obwohl er nicht namentlich erwähnt wurde. Macdonald trat auch in Formans vorhergehendem Film Larry Flynt – Die nackte Wahrheit (1996) als Reporter auf, der zu Flynts Villa gerufen wurde, um geheime Tonbänder über den Autohersteller John DeLorean zu finden.
Im Jahr 2000 spielte Macdonald zum zweiten Mal die Hauptrolle in einem Kinofilm an der Seite von Dave Chappelle, Dumm gelaufen – Kidnapping für Anfänger, der an den Kinokassen schlecht abschnitt. Er trat weiterhin in Fernsehsendungen und in Filmen auf. Ebenfalls im Jahr 2000 hatte Macdonald seinen ersten Auftritt in Family Guy, als Stimme des Todes. Diese Rolle wurde später mit Adam Carolla neu besetzt. Am 12. November 2000 trat er in der Prominentenausgabe von Who Wants to Be a Millionaire? auf und gewann 500.000 Dollar für Paul Newmans Hole in the Wall Charity Camp, hätte aber auch die Million gewinnen können, wenn er den Rat von Moderator Regis Philbin ignoriert hätte.
Im Jahr 2003 spielte Macdonald die Hauptrolle in der Fox-Sitcom A Minute with Stan Hooper, die nach sechs Folgen abgesetzt wurde. Im Jahr 2005 unterzeichnete Macdonald einen Vertrag mit Comedy Central, um die Sketch-Comedy Back to Norm zu kreieren, die im Mai dieses Jahres Premiere hatte. Der Pilotfilm, dessen kalter Auftakt den Selbstmord von Budd Dwyer parodierte, wurde mit Rob Schneider in der Hauptrolle nie in eine Serie verwandelt. Später im Jahr 2005 verkörperte Macdonald in zwei Episoden der Zeichentrickserie Cosmo & Wanda – Wenn Elfen helfen einen Flaschengeist namens Norm, konnte aber aufgrund eines Terminkonflikts nicht für die dritte Episode, „Fairy Idol“, zurückkehren.
Im Jahr 2006 trat Macdonald erneut als Synchronsprecher auf, diesmal in einer Reihe von Werbespots für den kanadischen Mobilfunkanbieter Bell Mobility als Stimme von Frank dem Biber. Die Kampagne wurde bis 2008 verlängert, um die Angebote anderer Geschäftsbereiche von Bell Canada wie den Internetanbieter Bell Sympatico und den Satellitendienst Bell Satellite TV zu bewerben. Im September 2006 wurde Macdonalds Sketch-Comedy-Album Ridiculous von Comedy Central Records veröffentlicht. Es enthält Auftritte von Will Ferrell, Jon Lovitz, Tim Meadows, Molly Shannon und Artie Lange. Auf der Comedy-Website Super Deluxe schuf er eine Zeichentrickserie mit dem Titel The Fake News. Macdonald sprang in Dennis Millers wöchentlicher Sendung "Miller Time" im O'Reilly Factor ein und war Gastmoderator in Millers Radiosendung, in der er kurzzeitig wöchentlich zu hören war.
Macdonald hatte eine Gastrolle in My Name Is Earl in der Episode "Two Balls, Two Strikes" (2007) als Lil Chubby, dem Sohn von "Chubby" (gespielt von Burt Reynolds), ähnlich wie Macdonalds Darstellungen von Reynolds in SNL. Am 19. Juni 2008 war Macdonald in zwei Episoden einer wiederbelebten Version der Spielshow Match Game als prominenter Gast zu sehen. Am 17. August 2008 nahm Macdonald am Comedy Central Roast of Bob Saget teil, wobei er absichtlich kitschiges und jugendfreies Material vortrug, das in starkem Kontrast zu den schlüpfrigen Auftritten der anderen Roaster stand. In AT&T-Werbespots zu Weihnachten 2007 und 2008 sprach Macdonald einen Lebkuchenjungen in einem Werbespot für das GoPhone von AT&T.
2009 schlugen Macdonald und Sam Simon dem Sender FX eine Fake-Reality-Show mit dem Titel The Norm Macdonald Reality Show vor, in der Macdonald eine fiktive, vom Pech verfolgte Version seiner selbst spielen sollte. Die Serie wurde aufgegriffen und Garry Shandling wurde zur Besetzung hinzugefügt, aber nach der Hälfte der Dreharbeiten wurde sie abgesetzt. In der Folge von Saturday Night Live vom 16. Mai 2009 trat Macdonald erneut als Burt Reynolds bei Celebrity Jeopardy! und in einem weiteren Sketch auf. Am 31. Mai 2009 trat er bei Million Dollar Password auf.
Von 2013 und 2018 moderierte Macdonald die Talkshows Norm Macdonald Live (ein Video-Podcast) und Norm Macdonald Has a Show (eine Netflix-Serie), in denen er Comedians und andere Berühmtheiten interviewte. Im Jahr 2016 veröffentlichte er den Roman Based on a True Story, eine stark fiktionalisierte Darstellung seines Lebens.

## Privatleben
Im Jahr 1988 heiratete Macdonald Connie Vaillancourt, mit der er einen 1993 geborenen Sohn Dylan bekam. Das Paar trennte sich im April 1999 und ließ sich 1999 scheiden.
Er sagte, seine frühere Spielsucht sei durch einen sechsstelligen Gewinn an einem Craps-Tisch in Atlantic City ausgelöst worden. Bei einem Auftritt im Podcast WTF with Marc Maron im Jahr 2011 verriet Macdonald, dass er dreimal sein gesamtes Geld beim Glücksspiel verloren hat, wobei der höchste Verlust 400.000 Dollar betrug. Die Londoner Times berichtete, dass er zweimal in Konkurs ging. Als Pokerspieler war sein bestes Live-Ergebnis ein Geldgewinn von $20.915 beim $1.000 Bellagio Weekly Tournament im Juli 2006. Bei der World Series of Poker 2007 belegte er beim $3.000 No-Limit Texas Hold'em-Event den 20. Platz von 827 Teilnehmern und gewann $14.608. Er spielte auch häufig Live-Cash-Games und Online-Poker. Macdonald gab in einem Interview 2018 an, dass er vor dem Urteil im Fall Vereinigte Staaten gegen Scheinberg bis zu 20 Online-Limit-Hold'em-Spiele gleichzeitig spielte. "Seit sie offline sind, hat mir das irgendwie das Leben gerettet. Denn ich habe nur noch geschuftet und konnte nicht einmal mehr schlafen."
Nach seinem Tod wiesen mehrere Kommentatoren auf Macdonalds christlichen Glauben hin und erwogen dessen möglichen Einfluss auf sein Werk.

## Tod
Am 14. September 2021 starb Macdonald in einem Krankenhaus in Pasadena, Kalifornien, im Alter von 61 Jahren an akuter Leukämie. Er hatte die Diagnose bereits neun Jahre zuvor erhalten, teilte sie jedoch nur wenigen engen Freunden und Familienmitgliedern mit, da er befürchtete, dass die Bekanntgabe seiner Krankheit in der Öffentlichkeit „die Art und Weise, wie er wahrgenommen wurde, beeinflussen würde“, so sein Bruder Neil.
Zu denjenigen, die ihre Trauer über seinen Tod über Social-Media-Kanäle zum Ausdruck brachten, gehörten die Comedians Conan O’Brien, Dave Chappelle, Adam Sandler, Joe Rogan, David Letterman, David Spade, Artie Lange, Bob Saget, Jim Carrey, Bill Burr und mehrere andere Comedy-Kollegen sowie der Musiker Frank Stallone (den Macdonald wiederholt als Non-Sequitur während Weekend Update verwendete) und der ehemalige Mehrheitsführer im US-Senat Bob Dole (den Macdonald während seiner Zeit bei SNL spielte). Sowohl John Oliver als auch Lorne Michaels widmeten ihre Siege bei der 73. Verleihung der Primetime Emmy Awards dem Andenken Macdonalds. Komiker-Kollege Dave Chappelle widmete sein 2021 erschienenes Comedy-Special The Closer zum Teil Norm Macdonald. Die Titelkarte zum Beginn von Episode 1 der dritten Staffel von The Orville ist ihm gewidmet.

## Filmografie (Auswahl)

### Als Schauspieler
- 1993–1998, 2009: Saturday Night Live (Fernsehserie, 94 Folgen)
- 1995: Billy Madison – Ein Chaot zum Verlieben (Billy Madison)
- 1996: Larry Flynt – Die nackte Wahrheit (The People vs. Larry Flynt)
- 1998: Dirty Work
- 1999–2001: The Norm Show (Fernsehserie, 54 Folgen)
- 2000: Dumm gelaufen – Kidnapping für Anfänger (Screwed)
- 2000: Family Guy (Stimme von Tod, Episode: Death Is a Bitch)
- 2003–2004: A Minute with Stan Hooper (Fernsehserie, 13 Folgen)
- 2005: Back to Norm (Fernsehfilm)
- 2007, 2009: My Name Is Earl (Fernsehserie, zwei Folgen)
- 2008: Niko – Ein Rentier hebt ab (Sprechrolle)
- 2009: Wie das Leben so spielt (Funny People)
- 2010: Kindsköpfe (Grown Ups)
- 2010–2018: The Middle (Fernsehserie, zehn Folgen)
- 2011: Jack und Jill (Jack and Jill)
- 2014–2020: Mike Tyson Mysteries (Fernsehserie, 64 Folgen, Sprechrolle)
- 2016–2018: Skylanders Academy (Fernsehserie, 38 Folgen, Sprechrolle)
- 2017: Girlboss (Fernsehserie, drei Folgen)
- 2017: Family Guy (als er selbst, Episode: Don't Be a Dickens At Christmas)
- 2017–2021: The Orville (Fernsehserie, 18 Folgen, Sprechrolle)
- 2019: Klaus (Sprechrolle)

### Als Drehbuchautor
- 1992: The Dennis Miller Show (Fernsehserie, fünf Folgen)
- 1992: Free to Laugh: A Comedy and Music Special for Amnesty International (Fernsehserie)
- 1993–1994: Saturday Night Live (Fernsehserie, 20 Folgen)
- 1998: Dirty Work
- 2005: Back to Norm (Fernsehfilm)

### Als Autor
- 2016: Based on a True Story: Not a Memoir (fiktionalisierter Comedy-Roman in Memoir-Form)